# Campeonato Mundial de Balonmano Femenino Junior de 2012
El Campeonato Mundial de Balonmano Femenino Junior de 2012 se celebró en República Checa entre el 1 de julio y al 9 de julio de 2012 bajo la organización de la Federación Internacional de Balonmano (IHF).
Un total de 24 países competirán por el título de campeón mundial junior. Las 24 selecciones nacionales se dividirán en 4 grupos de 6 equipos, los 4 mejores de cada grupo pasaran a la fase de octavos de final en eliminatoria directa hasta el final.

## Grupos
| Grupo A   | Grupo B             | Grupo C | Grupo D      |
| --------- | ------------------- | ------- | ------------ |
| Dinamarca | Corea del Sur       | Austria | Países Bajos |
| China     | República del Congo | Polonia | Brasil       |
| Serbia    | República Checa     | Rusia   | Rumania      |
| España    | Kazajistán          | Japón   | Túnez        |
| Hungría   | Suecia              | Francia | Croacia      |
| Uruguay   | Argentina           | Angola  | Noruega      |

## Grupo A
| Equipo    | J | G | E | P | GF  | GC  | DG  | PTS |
| --------- | - | - | - | - | --- | --- | --- | --- |
| Serbia    | 5 | 4 | 1 | 0 | 139 | 112 | 27  | 9   |
| Hungría   | 5 | 3 | 1 | 1 | 135 | 104 | 31  | 7   |
| España    | 5 | 3 | 0 | 2 | 140 | 116 | 24  | 6   |
| Dinamarca | 5 | 3 | 0 | 2 | 119 | 100 | 19  | 6   |
| Uruguay   | 5 | 1 | 0 | 4 | 100 | 132 | -32 | 2   |
| China     | 4 | 0 | 0 | 4 | 87  | 130 | -43 | 0   |

- Resultados

| Fecha | Hora² | Partido¹  | Partido¹ | Partido¹  | Resultado |
| ----- | ----- | --------- | -------- | --------- | --------- |
| 01.07 | 15:00 | Dinamarca | -        | China     | 29-19     |
| 01.07 | 17:15 | Serbia    | -        | España    | 25-22     |
| 01.07 | 19:30 | Hungría   | -        | Uruguay   | 37-22     |
| 02.07 | 15:00 | China     | -        | Serbia    | 22-37     |
| 02.07 | 17:15 | Uruguay   | -        | Dinamarca | 12-24     |
| 02.07 | 19:30 | España    | -        | Hungría   | 25-26     |
| 03.07 | 15:00 | Dinamarca | -        | España    | 24-25     |
| 03.07 | 17:15 | Serbia    | -        | Hungría   | 18-18     |
| 03.07 | 19:30 | China     | -        | Uruguay   | 22-39     |
| 05.07 | 15:00 | Serbia    | -        | Uruguay   | 33-29     |
| 05.07 | 17:15 | Hungría   | -        | Dinamarca | 18-21     |
| 06.07 | 15:00 | Uruguay   | -        | España    | 19-29     |
| 06.07 | 17:15 | Hungría   | -        | China     | 36-18     |
| 06.07 | 19:30 | Dinamarca | -        | Serbia    | 21-26     |

## Grupo B
| Equipo              | J | G | E | P | GF  | GC  | DG  | PTS |
| ------------------- | - | - | - | - | --- | --- | --- | --- |
| Corea del Sur       | 5 | 4 | 1 | 0 | 174 | 113 | 61  | 9   |
| Suecia              | 5 | 4 | 1 | 0 | 142 | 107 | 35  | 9   |
| República Checa     | 5 | 3 | 0 | 2 | 119 | 108 | 11  | 6   |
| República del Congo | 5 | 2 | 0 | 3 | 123 | 161 | -38 | 4   |
| Argentina           | 5 | 1 | 0 | 4 | 125 | 135 | -10 | 2   |
| Kazajistán          | 5 | 0 | 0 | 5 | 130 | 189 | -59 | 0   |

- Resultados

| Fecha | Hora² | Partido¹            | Partido¹ | Partido¹            | Resultado |
| ----- | ----- | ------------------- | -------- | ------------------- | --------- |
| 01.07 | 15:00 | Corea del Sur       | -        | República del Congo | 42-13     |
| 01.07 | 17:15 | República Checa     | -        | Kazajistán          | 32-22     |
| 01.07 | 19:30 | Suecia              | -        | Argentina           | 19-18     |
| 02.07 | 15:00 | República del Congo | -        | Suecia              | 21-29     |
| 02.07 | 17:15 | Kazajistán          | -        | Corea del Sur       | 25-48     |
| 02.07 | 19:30 | Argentina           | -        | República Checa     | 15-22     |
| 03.07 | 15:00 | Corea del Sur       | -        | Argentina           | 34-29     |
| 03.07 | 17:15 | Suecia              | -        | República Checa     | 28-17     |
| 03.07 | 19:45 | República del Congo | -        | Kazajistán          | 37-31     |
| 05.07 | 15:00 | Suecia              | -        | Kazajistán          | 41-26     |
| 05.07 | 17:15 | República Checa     | -        | Corea del Sur       | 21-25     |
| 05.07 | 19:45 | Argentina           | -        | República del Congo | 32-34     |
| 06.07 | 15:00 | Kazajistán          | -        | Argentina           | 26-31     |
| 06.07 | 17:15 | República Checa     | -        | República del Congo | 27-18     |
| 06.07 | 19:45 | Corea del Sur       | -        | Suecia              | 25-25     |

## Grupo C
| Equipo  | J | G | E | P | GF  | GC  | DG  | PTS |
| ------- | - | - | - | - | --- | --- | --- | --- |
| Rusia   | 5 | 5 | 0 | 0 | 154 | 111 | 43  | 10  |
| Francia | 5 | 3 | 1 | 1 | 135 | 104 | 31  | 7   |
| Austria | 5 | 3 | 1 | 1 | 148 | 127 | 21  | 7   |
| Polonia | 5 | 2 | 0 | 3 | 141 | 137 | 4   | 4   |
| Angola  | 5 | 1 | 0 | 4 | 113 | 154 | -41 | 2   |
| Japón   | 5 | 0 | 0 | 5 | 116 | 165 | -49 | 0   |

- Resultados

| Fecha | Hora² | Partido¹ | Partido¹ | Partido¹ | Resultado |
| ----- | ----- | -------- | -------- | -------- | --------- |
| 01.07 | 15:00 | Austria  | -        | Polonia  | 37-29     |
| 01.07 | 17:15 | Rusia    | -        | Japón    | 28-16     |
| 01.07 | 19:30 | Francia  | -        | Angola   | 33-15     |
| 02.07 | 15:00 | Polonia  | -        | Rusia    | 27-34     |
| 02.07 | 17:15 | Angola   | -        | Austria  | 20-30     |
| 02.07 | 19:30 | Japón    | -        | Francia  | 25-38     |
| 03.07 | 15:00 | Austria  | -        | Japón    | 35-27     |
| 03.07 | 17:15 | Rusia    | -        | Francia  | 22-21     |
| 03.07 | 19:30 | Polonia  | -        | Angola   | 27-20     |
| 05.07 | 15:00 | Rusia    | -        | Angola   | 37-28     |
| 05.07 | 17:15 | Francia  | -        | Austria  | 18-18     |
| 05.07 | 19:30 | Japón    | -        | Polonia  | 21-34     |
| 06.07 | 15:00 | Angola   | -        | Japón    | 30-27     |
| 06.07 | 17:15 | Francia  | -        | Polonia  | 25-24     |
| 06.07 | 19:30 | Austria  | -        | Rusia    | 28-33     |

## Grupo D
| Equipo       | J | G | E | P | GF  | GC  | DG  | PTS\| |
| ------------ | - | - | - | - | --- | --- | --- | ----- |
| Brasil       | 5 | 4 | 0 | 1 | 133 | 127 | 6   | 8     |
| Noruega      | 5 | 3 | 1 | 1 | 123 | 108 | 15  | 7     |
| Rumania      | 5 | 3 | 0 | 2 | 127 | 115 | 12  | 6     |
| Croacia      | 5 | 2 | 1 | 2 | 134 | 115 | 19  | 5     |
| Países Bajos | 5 | 1 | 2 | 2 | 140 | 128 | 12  | 4     |
| Túnez        | 5 | 0 | 0 | 5 | 113 | 177 | -64 | 0     |

- Resultados

| Fecha | Hora² | Partido¹     | Partido¹ | Partido¹     | Resultado |
| ----- | ----- | ------------ | -------- | ------------ | --------- |
| 01.07 | 15:00 | Países Bajos | -        | Brasil       | 29-32     |
| 01.07 | 17:15 | Rumania      | -        | Túnez        | 37-28     |
| 01.07 | 19:30 | Croacia      | -        | Noruega      | 21-22     |
| 02.07 | 15:00 | Brasil       | -        | Rumania      | 24-22     |
| 02.07 | 17:15 | Noruega      | -        | Países Bajos | 22-22     |
| 02.07 | 19:30 | Túnez        | -        | Croacia      | 20-33     |
| 03.07 | 15:00 | Países Bajos | -        | Túnez        | 41-24     |
| 03.07 | 17:15 | Rumania      | -        | Croacia      | 23-19     |
| 03.07 | 19:30 | Brasil       | -        | Noruega      | 23-21     |
| 05.07 | 15:00 | Rumania      | -        | Noruega      | 23-24     |
| 05.07 | 17:15 | Croacia      | -        | Países Bajos | 28-28     |
| 05.07 | 19:30 | Túnez        | -        | Brasil       | 22-32     |
| 06.07 | 15:00 | Noruega      | -        | Túnez        | 34-19     |
| 06.07 | 17:15 | Croacia      | -        | Brasil       | 33-22     |
| 06.07 | 19:30 | Países Bajos | -        | Rumania      | 20-22     |

## 17 al 19 Puesto

### Copa Presidente
| Fecha | Hora² | Partido¹ | Partido¹ | Partido¹     | Resultado |
| ----- | ----- | -------- | -------- | ------------ | --------- |
| 07.08 | 15:30 | Uruguay  | -        | Argentina    | 30-29     |
| 07.08 | 15:30 | Angola   | -        | Países Bajos | 29-34     |

### 17 Puesto
| Fecha | Hora² | Partido¹ | Partido¹ | Partido¹     | Resultado |
| ----- | ----- | -------- | -------- | ------------ | --------- |
| 10.07 | 20:00 | Uruguay  | -        | Países Bajos | 30-47     |

### 19 Puesto
| Fecha | Hora² | Partido¹  | Partido¹ | Partido¹ | Resultado |
| ----- | ----- | --------- | -------- | -------- | --------- |
| 10.07 | 18:00 | Argentina | -        | Angola   | 11-22     |

## 21 al 23 Puesto
| Fecha | Hora² | Partido¹ | Partido¹ | Partido¹   | Resultado |
| ----- | ----- | -------- | -------- | ---------- | --------- |
| 07.07 | 15:30 | China    | -        | Kazajistán | 28-27     |
| 07.07 | 15:30 | Japón    | -        | Túnez      | 32-22     |

### 21 Puesto
| Fecha | Hora² | Partido¹ | Partido¹ | Partido¹ | Resultado |
| ----- | ----- | -------- | -------- | -------- | --------- |
| 10.07 | 16:00 | China    | -        | Japón    | 21-34     |

### 23 Puesto
| Fecha | Hora² | Partido¹   | Partido¹ | Partido¹ | Resultado |
| ----- | ----- | ---------- | -------- | -------- | --------- |
| 10.07 | 14:00 | Kazajistán | -        | Túnez    | 33-41     |

## Segunda Ronda

### Octavos de final
| Fecha | Hora² | Partido¹        | Partido¹ | Partido¹            | Resultado |
| ----- | ----- | --------------- | -------- | ------------------- | --------- |
| 07.08 | 17:30 | Corea del Sur   | -        | Dinamarca           | 25-22     |
| 07.08 | 17:30 | República Checa | -        | Hungría             | 16-30     |
| 07.08 | 17:30 | Rumania         | -        | Francia             | 14-20     |
| 07.08 | 17:30 | Brasil          | -        | Polonia             | 20-23     |
| 07.08 | 20.15 | Serbia          | -        | República del Congo | 37-19     |
| 07.08 | 20:15 | España          | -        | Suecia              | 24-27     |
| 07.08 | 20:15 | Austria         | -        | Noruega             | 18-32     |
| 07.08 | 20:15 | Rusia           | -        | Croacia             | 26-22     |

## 9 al 16 Puesto
| Fecha | Hora² | Partido¹        | Partido¹ | Partido¹            | Resultado |
| ----- | ----- | --------------- | -------- | ------------------- | --------- |
| 10.07 | 14:00 | Dinamarca       | -        | Rumania             | 30-21     |
| 10.07 | 16:00 | República Checa | -        | Brasil              | 21-28     |
| 10.07 | 18:00 | Austria         | -        | República del Congo | 36-15     |
| 10.07 | 20:00 | España          | -        | Croacia             | 21-22     |

## 13 al 16 Puesto
| Fecha | Hora² | Partido¹            | Partido¹ | Partido¹        | Resultado |
| ----- | ----- | ------------------- | -------- | --------------- | --------- |
| 11.07 | 16:00 | Rumania             | -        | República Checa | 30-23     |
| 11.07 | 18:00 | República del Congo | -        | España          | 18-34     |

### 13 Puesto
| Fecha | Hora² | Partido¹ | Partido¹ | Partido¹ | Resultado |
| ----- | ----- | -------- | -------- | -------- | --------- |
| 12.07 | 16:00 | Rumania  | -        | España   | 29-28     |

### 15 Puesto
| Fecha | Hora² | Partido¹            | Partido¹ | Partido¹        | Resultado |
| ----- | ----- | ------------------- | -------- | --------------- | --------- |
| 12.07 | 16:00 | República del Congo | -        | República Checa | 18-28     |

## 9 al 12 Puesto
| Fecha | Hora² | Partido¹  | Partido¹ | Partido¹ | Resultado |
| ----- | ----- | --------- | -------- | -------- | --------- |
| 10.07 | 14:00 | Dinamarca | -        | Brasil   | 36-26     |
| 10.07 | 16:00 | Austria   | -        | Croacia  | 21-30     |

### 9 Puesto
| Fecha | Hora² | Partido¹  | Partido¹ | Partido¹ | Resultado |
| ----- | ----- | --------- | -------- | -------- | --------- |
| 12.07 | 14:00 | Dinamarca | -        | Croacia  | 28-27     |

### 11 Puesto
| Fecha | Hora² | Partido¹ | Partido¹ | Partido¹ | Resultado |
| ----- | ----- | -------- | -------- | -------- | --------- |
| 12.07 | 14:00 | Brasil   | -        | Austria  | 24-29     |

### Cuartos de final
| Fecha | Hora² | Partido¹      | Partido¹ | Partido¹ | Resultado |
| ----- | ----- | ------------- | -------- | -------- | --------- |
| 10.07 | 12:00 | Corea del Sur | -        | Francia  | 26-30     |
| 10.07 | 14:45 | Hungría       | -        | Polonia  | 29-27     |
| 10.07 | 17:30 | Serbia        | -        | Noruega  | 25-22     |
| 10.07 | 20:15 | Suecia        | -        | Rusia    | 27-26     |

## 8 al 5 Puesto
| Fecha | Hora² | Partido¹      | Partido¹ | Partido¹ | Resultado |
| ----- | ----- | ------------- | -------- | -------- | --------- |
| 10.07 | 12:00 | Corea del Sur | -        | Polonia  | 25-23     |
| 10.07 | 14:45 | Noruega       | -        | Rusia    | 24-26     |

### 5 Puesto
| Fecha | Hora² | Partido¹      | Partido¹ | Partido¹ | Resultado |
| ----- | ----- | ------------- | -------- | -------- | --------- |
| 10.07 | 12:00 | Corea del Sur | -        | Rusia    | 28-31     |

### 7 Puesto
| Fecha | Hora² | Partido¹ | Partido¹ | Partido¹ | Resultado |
| ----- | ----- | -------- | -------- | -------- | --------- |
| 10.07 | 12:00 | Noruega  | -        | Polonia  | 23-24     |

### SemiFinal
| Fecha | Hora² | Partido¹ | Partido¹ | Partido¹ | Resultado |
| ----- | ----- | -------- | -------- | -------- | --------- |
| 12.07 | 15:15 | Francia  | -        | Hungría  | 28-21     |
| 12.07 | 08:00 | Serbia   | -        | Suecia   | 25-27     |

### 3 Puesto
| Fecha | Hora² | Partido¹ | Partido¹ | Partido¹ | Resultado |
| ----- | ----- | -------- | -------- | -------- | --------- |
| 10.07 | 00:00 | Serbia   | -        | Hungría  | 24-26     |

### Final
| Fecha | Hora² | Partido¹ | Partido¹ | Partido¹ | Resultado |
| ----- | ----- | -------- | -------- | -------- | --------- |
| 10.07 | 00:00 | Francia  | -        | Suecia   | 22-29     |

## Posiciones
| Equipo              | J | G | E | P | GF  | GC  | DG  | PTS |
| ------------------- | - | - | - | - | --- | --- | --- | --- |
| Suecia              | 9 | 8 | 1 | 0 | 252 | 204 | 48  | 17  |
| Francia             | 9 | 6 | 1 | 2 | 235 | 194 | 41  | 13  |
| Hungría             | 8 | 5 | 1 | 2 | 215 | 175 | 40  | 11  |
| Serbia              | 8 | 6 | 1 | 1 | 226 | 180 | 46  | 13  |
| Rusia               | 7 | 6 | 0 | 1 | 206 | 160 | 46  | 12  |
| Corea del Sur       | 7 | 5 | 1 | 1 | 225 | 165 | 60  | 11  |
| Polonia             | 7 | 3 | 0 | 4 | 191 | 186 | 5   | 6   |
| Noruega             | 7 | 4 | 1 | 2 | 177 | 151 | 26  | 9   |
| Dinamarca           | 6 | 3 | 0 | 3 | 141 | 125 | 16  | 6   |
| Croacia             | 6 | 2 | 1 | 3 | 156 | 141 | 15  | 5   |
| Brasil              | 6 | 4 | 0 | 2 | 153 | 150 | 3   | 8   |
| Austria             | 6 | 3 | 1 | 2 | 166 | 159 | 7   | 7   |
| Rumania             | 6 | 3 | 0 | 3 | 141 | 135 | 6   | 6   |
| España              | 6 | 3 | 0 | 3 | 164 | 143 | 21  | 6   |
| República Checa     | 6 | 3 | 0 | 3 | 135 | 138 | -3  | 6   |
| República del Congo | 6 | 2 | 0 | 4 | 142 | 198 | -56 | 4   |
| Países Bajos        | 5 | 1 | 2 | 2 | 140 | 128 | 12  | 4   |
| Uruguay             | 5 | 1 | 0 | 4 | 100 | 132 | -32 | 2   |
| Angola              | 5 | 1 | 0 | 4 | 113 | 154 | -41 | 2   |
| Argentina           | 5 | 1 | 0 | 4 | 125 | 135 | -10 | 2   |
| Japón               | 5 | 0 | 0 | 5 | 116 | 165 | -49 | 0   |
| China               | 5 | 0 | 0 | 5 | 87  | 130 | -43 | 0   |
| Túnez               | 5 | 0 | 0 | 5 | 113 | 177 | -64 | 0   |
| Kazajistán          | 5 | 0 | 0 | 5 | 130 | 189 | -59 | 0   |

- Datos: Q2953977